# Fidentem piumque animum
Findentem piumque animum ist eine Enzyklika und gehört zu den Rosenkranzenzykliken von Papst Leo XIII.  Sie wurde am 20. September 1896 veröffentlicht und befasst sich mit dem „Rosenkranzgebet zur Vermittlerin der Gnaden“.

## Das Rosenkranzgebet
Leo XIII. erinnert mit dieser Enzyklika wieder an das pflichtbewusste Beten des Rosenkranzes und führt hierzu an, dass den Rosenkranz auch der mit Leichtigkeit beten könne, der nur mittelmäßig in den religiösen Wahrheiten unterrichtet sei; auch nimmt das Beten nicht so viel Zeit in Anspruch, dass man etwa in seinen Berufspflichten aufgehalten würde.  Welche Form des Gebetes auch immer gewählt würde, das wahre Gebet habe nichts Kompliziertes und nichts Erzwungenes an sich.

## Der Rosenkranz als Gebet zur Vermittlerin
In seinen Ausführungen hebt Leo XIII. die Gottesmutter als besondere Vermittlerin zu Gott hervor und billigt ihr unter den Heiligen eine besondere Position zu. Der göttliche Glaube und der Rosenkranz verbinde die Gläubigen miteinander und gelte als bewährtes Mittel zur Überwindung der weltlichen Schwierigkeiten.

## Gebet für die Wiedervereinigung des Christentums
Den Rosenkranz betrachtet Leo XIII. als eine Gebetsform, welche die Einheit der Christen fördere, der Papst verbindet mit diesem Gebet Hoffnung und Glaube, so wie ihn Christus und die Apostel gelehrt haben. Mit Hilfe der „Vermittlerin“ (Anmerkung: es ist die Gottesmutter Maria gemeint) sei die Einheit der Christen zu erreichen. Besonders im Oktober soll der Rosenkranz vollständig gebetet werden, damit die Vermittlerin die Gnade Gottes erflehen und weiterleiten könne.

## Rosenkranzenzykliken
In allen seinen Rosenkranzenzykliken verweist Leo XIII. auf den Rosenkranzmonat Oktober und auf die Hilfe der Gottesmutter Maria: Supremi apostolatus officio 1883, Superiore anno 1884, Octobri mense  1891, Magnae Dei matris 1892, Laetitiae sanctae 1893 und Iucunda semper expectatione 1894.